# Козловський Євген Валерійович
Євген Валерійович Козловський (рос. Евгений Валерьевич Козловский; 30 травня 1988, радгосп Вербенський, Ніколаєвський район, РРФСР — 29 червня 2022, Дементіївка, Україна) — російський офіцер, капітан ЗС РФ. Герой Російської Федерації.

## Біографія
Закінчив Ахтубінську кадетську школу-інтернат, в 2010 році — Новосибірське вище військове командне училище. Після закінчення училища був переданий в розпорядження командувача військами, потім служив в 2-й окремій бригаді спеціального призначення. В лютому 2015 року переведений в 200-ту окрему мотострілецьку бригаду, займав різні посади: командир розвідувального і розвідувально-десантного взводу, інструктор і заступник командира розвідувально-десантної роти з повітряно-десантної підготовки, командир розвідувальної і розвідувально-десантної роти розвідувального батальйону. Двічі перебував у відрядженні в Сирії. З 10 квітня 2022 року брав участь у вторгненні в Україну. Загинув у бою. Похований в Покровці.

## Нагороди
- Медаль ордена «За заслуги перед Вітчизною» 2-го ступеня
- Медаль «За відвагу»
- Медаль «За відзнаку у військовій службі» 3-го ступеня (10 років)
- Медаль «Учаснику військової операції в Сирії»
- Звання «Герой Російської Федерації» (21 липня 2022, посмертно) — «за мужність і героїзм, проявлені під час виконання військового обов'язку.» 29 серпня медаль «Золота зірка» була передана рідним Козловського адміралом Олександром Мойсеєвим.